# NGC 2331
NGC 2331 је расејано звездано јато у сазвежђу Близанци које се налази на NGC листи објеката дубоког неба.
Деклинација објекта је + 27° 15' 42" а ректасцензија 7h 6m 59,8s. Привидна величина (магнитуда) објекта NGC 2331 износи 8,5. NGC 2331 је још познат и под ознакама OCL 475.